# Bānehzīr
Bānehzīr (persiska: بانه زیر, بانِهزير) är en ort i Iran.   Den ligger i provinsen Västazarbaijan, i den nordvästra delen av landet, 500 km väster om huvudstaden Teheran. Bānehzīr ligger 1 283 meter över havet och antalet invånare är 291.
Terrängen runt Bānehzīr är kuperad, och sluttar västerut.Runt Bānehzīr är det ganska tätbefolkat, med 93 invånare per kvadratkilometer. Närmaste större samhälle är Kānī Sūr, 11,7 km sydost om Bānehzīr. Trakten runt Bānehzīr består i huvudsak av gräsmarker.